# Ronga (langue)
Le ronga ou xironga est une langue parlée principalement au Mozambique dans la région de Maputo, et en Afrique du Sud.

## Écriture
| Majuscules        | Majuscules | Majuscules | Majuscules | Majuscules | Majuscules | Majuscules | Majuscules | Majuscules | Majuscules | Majuscules | Majuscules | Majuscules | Majuscules | Majuscules | Majuscules | Majuscules | Majuscules | Majuscules | Majuscules | Majuscules | Majuscules | Majuscules | Majuscules | Majuscules | Majuscules | Majuscules | Majuscules | Majuscules | Majuscules | Majuscules | Majuscules | Majuscules | Majuscules | Majuscules | Majuscules | Majuscules | Majuscules | Majuscules | Majuscules |
| ----------------- | ---------- | ---------- | ---------- | ---------- | ---------- | ---------- | ---------- | ---------- | ---------- | ---------- | ---------- | ---------- | ---------- | ---------- | ---------- | ---------- | ---------- | ---------- | ---------- | ---------- | ---------- | ---------- | ---------- | ---------- | ---------- | ---------- | ---------- | ---------- | ---------- | ---------- | ---------- | ---------- | ---------- | ---------- | ---------- | ---------- | ---------- | ---------- | ---------- |
| A                 | B          | By         | Ch         | D          | E          | G          | H          | Hl         | I          | J          | K          | L          | Lh         | M          | N          | Nʼ         | O          | P          | Ps         | R          | S          | Sv         | Sw         | T          | U          | V          | Vh         | W          | X          | Xj         | Y          | Z          | Zv         | Zw         |            |            |            |            |            |
| Minuscules        |            |            |            |            |            |            |            |            |            |            |            |            |            |            |            |            |            |            |            |            |            |            |            |            |            |            |            |            |            |            |            |            |            |            |            |            |            |            |            |
| a                 | b          | by         | ch         | d          | e          | g          | h          | hl         | i          | j          | k          | l          | lh         | m          | n          | nʼ         | o          | p          | ps         | r          | s          | sv         | sw         | t          | u          | v          | vh         | w          | x          | xj         | y          | z          | zv         | zw         |            |            |            |            |            |
| Valeur phonétique |            |            |            |            |            |            |            |            |            |            |            |            |            |            |            |            |            |            |            |            |            |            |            |            |            |            |            |            |            |            |            |            |            |            |            |            |            |            |            |
| a                 | b~β        | b͡ʐ         | tʃ         | d          | e~ɛ        | ɡ          | h          | ɸ          | i          | dʒ         | k          | l          | ʎ          | m          | n          | ŋ          | ɔ~o        | p          | p͡ʂ         | r          | s          | ʂ          | sʷ         | t          | u          | ʋ          | v          | w          | ʃ          | ʒ          | j          | z          | ʐ          | zʷ         |            |            |            |            |            |